# خاما
خاما (انگلیسی: Khamma) یک اثر موسیقایی در قالب باله از مصنف و آهنگساز برجسته فرانسوی، کلود دبوسی است که میان سال‌های ۱۹۱۱ تا ۱۹۱۳ تکمیل گردید. این باله به سفارش رقاصه کانادایی ماود آلن تصنیف گردید که خود آلن، نویسندهٔ سناریوی بخش مربوط به مصر باستان این باله بود. این اثر در طول عمر کلود دبوسی اجرا نگردید و نخستین اجرای آن مربوط به کنسرت سال ۱۹۲۴ در کلن پاریس بود.